# La Loterie de la vie
Pour plus de détails, voir Fiche technique et Distribution.
La Loterie de la vie est un film français réalisé par Guy Gilles et sorti en 1982.

## Fiche technique
- Titre : La Loterie de la vie
- Réalisateur : Guy Gilles
- Scénario : Guy Gilles
- Photographie : Guy Gilles
- Son : Serge Halsdorf
- Montage : Jean-Pierre Desfosse
- Musique : Jean-Pierre Stora
- Production : Top Films - INA
- Pays de production :  France
- Durée : 52 minutes
- Dates de sortie : France - 29 septembre 1982[1],[2]

## Distribution
- Anouk Ferjac (voix)
- Guy Gilles (voix)
- Philippe Chemin
- Lupe

## Nomination
- César du meilleur court métrage documentaire 1978[3]